# 쏭가리원반코박쥐
쏭가리원반코박쥐(Eudiscoderma thongareeae)는 위흡혈박쥐과에 속하는 대형 식충류 박쥐의 일종이다. 쏭가리원반코박쥐속(Eudiscoderma)의 유일종이다. 태국 반도 남쪽에서 발견되며, 말레이 반도에서도 서식하는 것으로 추정하고 있다.

## 분포
타이 남부 나라티왓 주의 발라 숲에서 발견된다.